# Gomery (Gaume)
Pour les articles homonymes, voir Gomery.
Gomery est un village de Gaume dans la province du Luxembourg faisant partie de la commune de Virton, en Belgique.
Avant la fusion des communes de 1977, il faisait partie de la commune de Bleid.
En août 1914, il subit des destructions et atrocités infligées par les troupes allemandes.

## Toponymie
Gommerih en 1256[réf. nécessaire].

## Curiosités
- Le château de Gerlache
- Le calvaire du cimetière (1772)
- Le dolmen dit "Morceau d'étoile" qui présente quatre traces de polissage néolithique. Lors de fouilles réalisées sur le site en 1984-1985 on a retrouvé notamment un corps de hache polie, débitée et réutilisée comme percuteur[2].
- Le monument aux morts de 1914